# 1891 aux États-Unis
Pour des articles plus généraux, voir Chronologie des États-Unis et 1891.
Chronologie des États-Unis
- 1887
- 1888
- 1889
- 1890
- 1891
- 1892
- 1893
- 1894
- 1895

Cette page concerne des événements d'actualité qui se sont produits durant l'année 1891 du calendrier grégorien aux États-Unis.

## Événements
- 14 mars : à la suite de l’assassinat du surintendant de la police David Hennessey à La Nouvelle-Orléans en octobre 1890, neuf Italiens sont accusés puis déclarés innocents pour insuffisance de preuve. Les pêcheurs italiens de la ville célèbrent l’événement, mais au matin du 14 mars, la foule dirigée par l’avocat William Pakerson, force l’entrée de la prison. Deux suspects sont pendus et neuf tués à coup de fusil. L’Italie envoie un vaisseau de guerre pour rapatrier les Italiens qui veulent abandonner la ville et suspend les relations diplomatiques avec les États-Unis.
- 30 mars : le président des États-Unis Benjamin Harrison proclame la Forêt nationale de Shoshone réserve forestière du Parc national de Yellowstone au Wyoming en vertu de la loi du 3 mars 1891. C'est la première Forêt nationale des États-Unis[1].
- Avril : un amérindien tue un soldat américain. Il est acquitté pour acte de belligérance en état de guerre.
- 28 avril : établissement du Jardin botanique de New York[2].
- 19 mai : création du Parti populiste à Saint-Louis. Il nait du rassemblement de deux alliances de fermiers avec un certain nombre de groupes réformateurs et de syndicats ouvriers. Son programme résume le mécontentement rural : monnaie flexible et frappe illimité de l’argent, récupération des terres cédées aux compagnies ferroviaires, suppression des droits de propriété foncière pour les étrangers, système plus souple d’emprunts garantis par l’État, impôts progressif sur le revenu, nationalisations de moyens de transports et de communication, scrutin secret et référendum, élection des sénateurs au suffrage universel. Bien qu’ils aient tenté d’attirer le prolétariat urbain en revendiquant de meilleures conditions de travail, les Populistes ne trouveront que peu d’écho dans le monde ouvrier.
  - Les Populistes, qui publient plus de cent journaux dans les années 1890, diffusent également de nombreux livres et brochures, dans le but de rééduquer la population rurale.
- Septembre : la Colored Alliance décide une grève dans les champs de coton pour obtenir une augmentation de salaire. Dans l’Arkansas, un groupe mené par Ben Patterson échange des coups de feu avec un petit groupe de Blancs. Un régisseur est tué et une égreneuse de coton détruite. Les grévistes sont capturés et quinze d’entre eux exécutés (29 septembre).
- 1er octobre : création de l'Université Stanford en Californie.
- Octobre : grève des mineurs de Briceville (Tennessee) qui refusent de signer un nouveau contrat de travail non renégociable par lequel ils s’engagent à ne pas faire grève, à accepter les paiements en tickets d’approvisionnement et à abandonner leur droit de regard sur la quantité de charbon extrait. Elle est brisée par l’envoi de condamnés de droit commun encadrés par la police. Le 31 octobre, un millier de mineurs armés prennent le contrôle de la zone d’extraction et libèrent 500 détenus. Les entreprises reculent.
- Le trust du sucre se transforme en holding.
- Le premier bâtiment à la structure entièrement en acier, le Second Leiter Building, est achevé à Chicago par l’architecte William Le Baron Jenney.